# Alchemist Project
Alchemist Project ist ein polnisches DJ-Duo, bestehend aus den Brüdern Radoslaw „Radek“ und Roland Rasinski, das sich im Jahre 1999 in Zielona Góra gründete. Radek Rasinski unternahm bereits ab 1996, noch wenig beeinflusst durch seinen Bruder, seine ersten Musikschritte.

## Geschichte
Die Rasinski-Brüder gründeten 1999 die Gruppe Alchemist, veröffentlichten jedoch vorerst kein Album unter diesem Namen. Radek hingegen veröffentlichte im selben Jahr sein bereits zweites Album Moonlight Stories. Im Jahre 2000 kreierten sie zum ersten Mal unter dem Namen „Alchemist“ einen Song, der eine breite Masse erreichte: Den offiziellen Song zur „Summer-Loveparade in Mielno“.
In den Jahren 2001 und 2002 traten sie mehrfach in Clubs auf, veröffentlichten einige Songs in lokalen Radiostationen (unter anderem Radio ESKA) und Musik-Magazinen, und Radek Rasinski veröffentlichte drei weitere Alben. Auch 2003 wurden Songs von ihnen in einem renommierten DJ-Magazin vorgestellt. Radek arbeitete zu dieser Zeit bereits an seinem sechsten Album. Gegen Ende des Jahres arbeitete Alchemist mit der deutschen Band Minerva zusammen. 2004 veröffentlichten sie Remixe von Minerva und unterzeichneten einen Plattenvertrag bei der spanischen Plattenfirma Impressive Records.
2005 fiel dann der Startschuss für das Projekt „Alchemist“. In den ersten Monaten des Jahres wurde ihre Debütsingle City of Angels in den Läden veröffentlicht, und im April 2005 änderten sie ihren Namen endgültig zu Alchemist Project. Danach wurde die zweite Single I’m Hypnotized auf den Markt gebracht, ebenso wie das Album „City of Angels“ darauf. Sie veröffentlichen des Weiteren viele Remixe mit einigen renommierten Künstlern, vor allem des osteuropäischen Raums, wo sie auch ihre größten Erfolge verbuchen.
Mit den in den Jahren 2005 und 2006 veröffentlichten Compilations Alchemist Project In The Mix Vol.1 & Vol.2 und dem auf der ersten enthaltenen Song „Krishna“ landeten Alchemist Project ihren bisher größten Hit.
In Deutschland bekannte Songs sind unter anderem Krishna, Music Is My Extasy, Talk To Me und Tell Me.

## Diskografie

### Alben
- 2005: City of Angels (Play)
- 2005: Alchemist Project In The Mix Vol.1 (Kompilation; Play)
- 2006: Alchemist Project In The Mix Vol.2 (Kompilation)
- 2007: Music Is My Extasy (Camey Studio/Universal Music Polska)

### Singles
- 2005: City of Angels
- 2005: Don’t Ask Me Why
- 2006: Explosion (Remix)
- 2006: We Gonna Take U
- 2006: Krishna
- 2007: Music Is My Extasy
- 2007: Viva Carnival
- 2008: Hold You Tight
- 2010: All I Want
- 2010: Love Is Gone
- 2014: Be My Lover
- 2014: Go Down
- 2019: BLEH